# 性感不已 心焦難耐
《性感不已 心焦難耐》（色っぽい じれったい）是日本的女子偶像組合「早安少女組。」的第27张单曲。2005年7月27日由zetima发售。

## 概要
- 「性感不已 心焦難耐」是早安少女組。七期成員久住小春加入後第一張單曲。
- 此單曲有2個版本，分別有「初回生産限定盤」和「CD ONLY」。
- 在8月8日於公信榜单曲週排行榜取得第4位。

## 收錄内容

### CD（初回生産限定盤A - B, CD ONLY）
1. 性感不已 心焦難耐
（作詞・作曲：淳君 編曲：鈴木Daichi秀行）
2. 被愛和太陽包圍著（愛と太陽に包まれて）
（作詞・作曲：淳君  編曲：AKIRA）
3. 性感不已 心焦難耐(Instrumental)